# 塞尼察

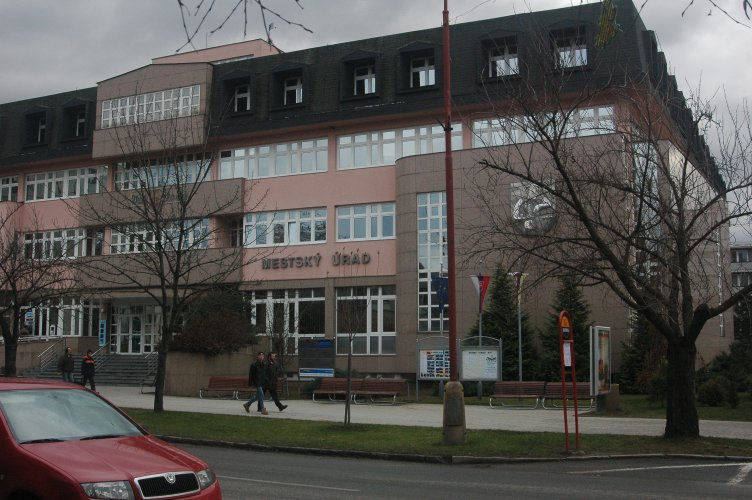

塞尼察是斯洛伐克的城鎮，位於該國西北部，由特爾納瓦州負責管轄，面積50.32平方公里，海拔高度208米，2005年人口20,860，其中五成居民信奉羅馬天主教。

## 外部連結
- Municipal website （页面存档备份，存于） （斯洛伐克文）
- Senica at tourist-channel.sk （页面存档备份，存于）
- Senica - detailed map guide （页面存档备份，存于）